# Garry Nelson
Garry Paul Nelson (Braintree, 16 gennaio 1961) è un ex calciatore inglese, di ruolo attaccante.

## Caratteristiche tecniche
Era un'ala sinistra.

## Carriera
Esordisce tra i professionisti nel 1979 all'età di 18 anni con il Southend Utd, club di terza divisione; al termine della stagione 1980-1981 gli Shrimps retrocedono in quarta divisione, vincendo però poi la Fourth Division 1980-1981 e disputando così ulteriori due campionati in terza divisione tra il 1981 ed il 1983: durante questi quattro anni Nelson totalizza complessivamente 129 presenze e 17 reti in partite di campionato.
Nell'estate del 1983 viene ceduto per 10000 sterline allo Swindon Town, club di quarta divisione; rimane in squadra con i Robins per complessive due stagioni, nelle quali totalizza complessivamente 93 presenze e 9 reti fra tutte le competizioni ufficiali, tra le quali 79 presenze e 7 reti in partite di campionato. Al termine della stagione 1984-1985 viene ceduto per 15 000 sterline al Plymouth, club di terza divisione, con cui conquista un secondo posto nella Third Division 1985-1986, con conseguente promozione in seconda divisione, categoria in cui gioca quindi nel corso della stagione 1986-1987 con i Pilgrims: la sua militanza nel club, caratterizzata da un biennio e da complessive 20 reti in 74 partite di campionato, lo porta anni dopo a venire inserito nella Hall of Fame del club.
Nell'estate del 1987 viene ceduto al Brighton, con cui conquista per la seconda volta in carriera una promozione dalla terza alla seconda divisione, categoria in cui gioca anche nel triennio successivo (fatta eccezione per un breve prestito al Notts County, con cui nel 1990 gioca 2 partite in terza divisione), per un totale nell'arco di quattro stagioni di 144 presenze e 47 reti in partite di campionato con il club. Viene quindi ceduto ai londinesi del Template:Charlton, a loro volta militanti in seconda divisione: rimane in squadra per complessive cinque stagioni, tutte in questa categoria, nelle quali totalizza complessivamente 185 presenze e 37 reti in partite di campionato. Nell'estate del 1996, all'età di 35 anni, scende in quarta divisione al Torquay Utd, con la cui maglia nel corso della stagione 1996-1997 realizza 8 reti in 35 partite di campionato, prima di trasferirsi a chiudere la carriera nei dilettanti del St. Leonards Stamcroft.
In carriera ha totalizzato complessivamente 647 presenze e 136 reti nei campionati della Football League.

## Palmarès

### Club

#### Competizioni nazionali
- Campionato inglese di quarta divisione: 1

Southend United: 1980-1981